# Miskolci Ütősök
A Miskolci Ütősök tagjai mind miskolci születésű zenészek. A zenélést még gyermekkorukban kezdték: 1999-ben a miskolci Egressy Béni Zeneiskola ütőhangszeres kamaraegyütteseként alakultak meg. 2003-ban vették fel a mostani nevüket, ekkor Lillafüreden mutatkoztak be a miskolci közönségnek. Azóta rendszeresen szerepelnek Magyarország legkülönbözőbb településein, Budapesten, Egerben, Szolnokon, Debrecenben, a Balaton partján és máshol. Külföldön is ismertek: felléptek már Aschaffenburgban, Kapfenburgban, Idsteinben, Katowicében, Kassán és a franciaországi Belfort-ban.
Az együttes tagjai: Durda István, Gulyás Kristóf, Oláh Norbert, Somosvári András, Pongrácz Balázs, Gombos-Vajna Gábor és Kurucz Márton. Művészeti vezetőjük dr. Szántóné Sziklai Mária. Repertoárjuk széles körű, a klasszikus zenei darabok mellett népzenei és dzsessz átiratokat is játszanak koncertjeiken, de saját szerzeményeik is vannak. Ezeket a darabokat marimbán, xilofonon, dobokon és más ütőhangszereken mutatják be. A kritikák kiemelik fergeteges, virtuóz és hatásos előadásmódjukat. Munkásságukat Miskolc város is elismeri: 2005-ben városi nívódíjat, 2006-ban Miskolci Gyémántok elismerést kaptak. 2010-ben a Művészetek Házában tartott jubileumi koncerttel ünnepelték fennállásuk 10 éves évfordulóját.